# Mangeurs de Caribou
Les Mangeurs de Caribou étaient une tribu du Canada proche culturellement et géographiquement des Tchipewyans mais dont la vie dépendait entièrement du Caribou. 

## Histoire
Établis à l'extrémité Est du lac Athabasca, à Fond-du-Lac, Isidore Clut œuvra parmi eux de 1858 à 1869 et les converti au catholicisme.
En 1874, la tribu est évaluée à 2 000 individus.
Les Mangeurs de Caribou sont parfois assimilés de nos jours au Dénés.